# Possibilities
Possibilities è il quarantacinquesimo album in studio del musicista jazz americano Herbie Hancock, uscito negli Stati Uniti il 30 agosto 2005 per la Vector Recordings.
L'album è composto da 10 tracce, e vanta la partecipazione di altrettanti artisti del calibro di John Mayer, Sting, Christina Aguilera, Trey Anastasio, Santana & Angélique Kidjo, Damien Rice & Lisa Hannigan, Paul Simon, Jonny Lang & Joss Stone, Annie Lennox.
L'album è caratterizzato dalla chiara influenza degli artisti con il quale Hankock collabora, di brano in brano, portando l'ascoltatore in un percorso che affronta differenti sfumature, che ha portato l'artista ad ottenere due nomination per i Grammy Awards nel 2006 in qualità di "Best Pop Collaboration with Vocals" (miglior collaborazione vocale pop) per "A song for You" ( interpretata con la cantante pop Christina Aguilera), e come "Best Pop Instrumental Performance" ( migliore esecuzione strumentale pop) per "Gelo na Montanha" (interpretata con il cantante e chitarrista rock Trey Anastasio).

## Il lungometraggio
Il 18 aprile del 2006 viene pubblicato un lungometraggio intitolato "Herbie Hancock: Possibilities", il DVD  include un CD demo con 4 delle 10 tracce presenti nell'album.